# Artà
Artà is een gemeente in de Spaanse provincie en regio Balearen met een oppervlakte van 140 km². Artà heeft 7.448 inwoners (1 januari 2016). De gemeente ligt op het eiland Mallorca.

## Demografische ontwikkeling
Bron: INE, 1857-2011: volkstellingen
Opm.: Tussen 1857 en 1860 maakte Capdepera deel uit van de gemeente Artà

## Geboren in Artà
- Sergi Darder (22 december 1993), voetballer
- Enric Mas (7 januari 1995), wielrenner